# Сумська обласна рада ІV скликання
За підсумками виборів обласна територіальна виборча комісія на підставі протоколів окружних виборчих комісій про результати голосування і виборів депутатів обласної ради, згідно зі ст. 48 виборчого закону прийняла відповідне рішення і зареєструвала 75 обраних депутатів обласної ради. Серед обраних депутатів: 11 — висунуто місцевими осередками політичних партій, 4 — громадськими організаціями, 43 — зборами виборців за місцем трудової діяльності, навчання, 15 — зборами виборців за місцем проживання, 2 — шляхом самовисування. За належністю до партій серед депутатів обласної ради налічується 20 членів Ліберальної партії України, 8 — Аграрної партії України, по 2 — Партії регіонів та Соціал-демократичної партії України (об’єднаної), по 1 — Народно-демократичної партії, Компартії України, Соціалістичної партії України, позапартійних депутатів —  40. За освітою 73 депутати мають вищу освіту, 2 — незакінчену вищу. За родом діяльності депутати розподіляються таким чином: працівники промисловості, будівництва, транспорту — 12, працівники агропромислового комплексу — 20, працівники невиробничої сфери — 43, у тому числі: освіти, охорони здоров’я — по 5, працівники органів виконавчої влади — 22 та інші. У числі народних обранців — 23 депутати попереднього скликання. Серед депутатського корпусу 9 представниць жіноцтва. Перше пленарне засідання першої сесії відбулось 10.04.2002 року. Головою обласної ради рада обрано депутата по виборчому округу № 2 Берфмана Марка Абрамовича. Заступником голови обласної ради обрано депутата по виборчому округу № 23 Добровольського Юрія Володимировича. На другому пленарному засіданні першої сесії обласної ради 23 квітня 2002 року було затверджено регламент Сумської обласної ради двадцять четвертого скликання та обрано постійні комісії обласної ради у складі:
Постійна комісія з питань бюджету, фінансів, планування, ринкових реформ , управління комунальною власністю
Голова комісії
Мелентьев Олег Вікторович             — депутат по виборчому округу №14, директор ДП ДАК "Хліб України” Кролевецького комбінату хлібопродуктів
Члени комісії:
Басанцов Ігор Володимирович         — депутат по виборчому округу№16, начальник КРУ в Сумській області
Бойко Володимир Олександрович   — депутат по виборчому округу№19, начальника головного управління   економіки облдержадміністрації
Братушка Сергій Євгенович              — депутат по виборчому округу№1, заступник голови правління Державного фонду сприяння молодіжному житловому будівництву
Верещага Олександр Іванович         — депутат по виборчому округу№1, в.о. першого заступника голови облдержадміністрації
Картавий Олексій Олексійович         — депутат по виборчому округу №12, генеральний директор СТОВ АФ “Мрія” Конотопського району
Клименко Михайло Федорович        —  депутат по виборчому округу №9, директор ДП “Сумиагроресурси”
Коновалов Володимир Борисович    — депутат по виборчому округу №25, генеральний директор ВАТ "Свеський насосний завод"
Кравець Валерій Павлович               — депутат по виборчому округу №3,головний лікар Конотопської центральної районної лікарні
Крамар Микола Петрович                  — депутат по виборчому округу №20, заступник голови облдержадміністрації
Куліш Анатолій Миколайович            — депутат по виборчому округу №11, начальник управління податкової міліції Державної податкової адміністрації в Сумській області
Лісовий Олександр Васильович        — депутат по виборчому округу №9, начальник головного фінансового управління облдержадміністрації
Мироненко Михайло Іванович           — депутат по виборчому округу №25, генеральний директор корпорації “Північно - Східна” промислова група
Остапенко Олег Миколайович           — депутат по виборчому округу №13, директор Наумівського спиртозаводу Краснопільського району
Пічугін Олександр Юрійович              — депутат по виборчому округу №19, перший заступник голови Державної податкової адміністрації в Сумській області
Чернов Євген Дмитрович                   — депутат по виборчому округу №7, директор Шосткинського казенного заводу “Імпульс”
Чигринець Віктор Петрович               — депутат по виборчому округу №21, генеральний директор ВО ”Сумиліс”
Щербань Володимир Петрович         — депутат по виборчому округу №23, голова облдержадміністрації
Постійна комісія з питань агропромислового комплексу, соціального розвитку села
Голова комісії
Бондаренко Микола Павлович           — депутат по виборчому округу №22, директор Сумського інституту агропромислового виробництва УААН
Члени комісії:
Бабій Олександр Миколайович         — депутат по виборчому округу №4, директор ТОВ “Агроконтракт”
Баглай Василь Григорович                 — депутат по виборчому округу №14, генеральний директор СТОВ “Тулиголівське” Кролевецького району
Бредіхін Олександр Олександрович — депутат по виборчому округу №22, начальник Сумського обласного управління земельних ресурсів
Волік Людмила Федорівна                  — депутат по виборчому округу №17, директора приватного підприємства АФ “Коровинці” Недригайлівського району
Гец Олексій Сергійович                       — депутат по виборчому округу №15, інженер з охорони праці ТОВ “Урожай” Лебединського району
Жерьобкін Дмитро Панасович            — депутат по виборчому округу №10, директора ПСП “Дружба” Великописарівського району
Зубко Володимир Іванович                 — депутат по виборчому округу №18, директор ТОВ “Комишанське” Охтирського району
Ізюменко Микола Панасович              — депутат по виборчому округу №16, голова правління Липоводолинського ВАТ “Агротехсервіс”
Коваленко Микола Петрович              —  депутат по виборчому округу №17, заступник голови облдержадміністрації
Корнієнко Ірина Олександрівна          — депутат по виборчому округу №22, начальник головного управління сільського господарства і продовольства облдержадміністрації
Худін Іван Петрович                             —  депутат по виборчому округу №8, директор ТОВ АФ “Обрій” Білопільського району
Черненко Петро Олексійович             —  депутат по виборчому округу №20, директор дослідного господарства АФ “Надія” Роменського району
Швачич Віктор Іванович                      —  депутат по виборчому округу №13, директор СТОВ “Вікторія” Краснопільського району
Штукін  Микола Олексійович              —  депутат по виборчому округу №11, директор ПСП АФ  “Дружба ” Глухівського району
Постійна комісія з питань промисловості, енергетики, транспорту, зв’ язку,  комунального господарства, будівництва та архітектури, розвитку підприємництва
Голова комісії
Дорошенко Геннадій Володимирович —  депутат по виборчому округу №10, голова товариства “Тростянецький машино-будівельний завод”
Члени комісії:
Бойченко Микола Васильович             — депутат по виборчому округу №9, голова правління ВАТ “Буринський насіннєвий завод”
Горбась Микола Григорович                 — депутат по виборчому округу №4, голова правління ВАТ “Лебединський завод поршневих кілець”
Жарков Юрій Васильович                    — депутат по виборчому округу №14, заступник голови облдержадміністрації
Лук’яненко Володимир Матвійович     — депутат по виборчому округу №1, голова правління ВАТ “Сумське НВО ім.М.В.Фрунзе”
Мануйлович Микола Юрійович            — депутат по виборчому округу №7, директор ТОВ “Плюс” ЛТД , м.Шостка
Негреба Григорій Петрович                  — депутат по виборчому округу №6, голова правління ВАТ “Роменський молочний комбінат”
Нестеренко Олексій Григорович          — депутат по виборчому округу №5, начальник НГВУ “Охтирканафтогаз”
Пугач Володимир Миколайович          — депутат по виборчому округу №24, начальник Шосткинського районного дорожнього державного підприємства
Розторгуєва Наталія Борисівна           — депутат по виборчому округу №5, редактор Сумської обласної газети “Позиція”
Середа Віктор Миколайович                —  депутат по виборчому округу №16, директор енергозбуту ВАТ “Сумиобленерго”
Телющенко Іван Федорович                 —  депутат по виборчому округу №20, генеральний директор ЗАТ з іноземними інвестиціями “Слобожанська будівельна кераміка”, м. Ромни
Шкрябан Сергій Джонович                    — депутат по виборчому округу №23, начальник Сумської дирекції залізничних перевезень
Постійна комісія з питань охорони здоров’я, довкілля, материнства, дитинства та прав жінок
Голова комісії
Токарева Тетяна Михайлівна               — депутат по виборчому округу №3, заступник міського голови - керуюча справами Конотопського міськвиконкому
Члени комісії:
Гунькова Валентина Василівна           — депутат по виборчому округу №6, головний лікар Роменської центральної районної лікарні.
Доляр Григорій Янкелевич                   — депутат по виборчому округу №3, лікар Конотопської центральної районної лікарні
Капіруля Олексій Михайлович             — депутат по виборчому округу №21, директор НВП “Деснянсько-Старогутський національний парк”, м. Середина Буда
Лютов Володимир Павлович               — депутат по виборчому округу №2, головний лікар Глухівської центральної районної лікарні
Павлюк Петро Олександрович            — депутат по виборчому округу №8, начальник управління охорони здоров'я облдержадміністрації
Радченко Ольга Миколаївна                — депутат по виборчому округу №15, директор Сумської філії комерційного банку “Приватбанк”
Рудакова Лариса Олексіївна               — депутат по виборчому округу №7, директор ВАТ ”Шосткинський міськмолкомбінат”
Постійна комісія мандатна з питань регламенту, правопорядку та територіального устрою
Голова комісії
Шишканов Анатолій Петрович               —  депутат по виборчому округу №12, заступник директора ДП “Сумиагроресурс”
Члени комісії:
Гончарук Володимир Станіславович      — депутат по виборчому округу №12, директор ТОВ “Алекто”, м.Суми
Кобзар Валерій Валентинович               — депутат по виборчому округу№5, начальник Охтирського відділу управління внутрішніх справ
Колесніков Володимир Олександрович — депутат по виборчому округу №18, начальник військового інституту артилерії ім.Б.Хмельницького, м. Суми
Плеханов Микола Антонович                  — депутат по виборчому округу №21, начальник УМВС України в Сумській області
Толбатов Валерій Миколайович             — депутат по виборчому округу №13, заступник голови облдержадміністрації
Хлевицький Борис Тимофійович            — депутат по виборчому округу №8, заступник голови облдержадміністрації
Чумак Анатолій Олександрович             — депутат по виборчому округу №24, начальник управління СБУ в Сумській області